# East Milton
East Milton es un lugar designado por el censo ubicado en el condado de Santa Rosa en el estado estadounidense de Florida. En el Censo de 2010 tenía una población de 11.074 habitantes y una densidad poblacional de 141,78 personas por km².

## Geografía
East Milton se encuentra ubicado en las coordenadas 30°37′24″N 86°55′30″O / 30.62333, -86.92500. Según la Oficina del Censo de los Estados Unidos, East Milton tiene una superficie total de 78.11 km², de la cual 74.62 km² corresponden a tierra firme y (4.46%) 3.49 km² es agua.

## Demografía
Según el censo de 2010, había 11.074 personas residiendo en East Milton. La densidad de población era de 141,78 hab./km². De los 11.074 habitantes, East Milton estaba compuesto por el 76.08% blancos, el 19.54% eran afroamericanos, el 0.95% eran amerindios, el 0.49% eran asiáticos, el 0.12% eran isleños del Pacífico, el 0.51% eran de otras razas y el 2.31% pertenecían a dos o más razas. Del total de la población el 4.06% eran hispanos o latinos de cualquier raza.